# Șahmurad
Șahmurad (în uzbecă Shohmurod ibn Doniyolbiy) a fost al treilea conducător din dinastia uzbecă Mangyty din Emiratul Buhara și primul emir al Emiratului Buhara, din 1785, până la moartea sa în 1800. Tatăl său a fost Ataliq Daniyal Biy (1758–1785). După moartea lui Daniyal Biy, Șahmurad a ajuns la putere.

## Biografie
Șahmurad s-a născut în 1749 la Kermine în familia unui reprezentant al aristocrației uzbece, Daniyal-Biy (1758-1785). El era cel mai mare dintre cei unsprezece frați ai săi. Mama lui era din tribul uzbek Kungrat. Șahmurad era fiul iubit al tatălui său, care îl numea cu afecțiune Begijan. Activitatea sa politică a început în timpul vieții tatălui său, Daniyal-biy. La început, el a fost guvernator în Kermine, apoi în Karși. Sub influența mentorului său spiritual, șeicul Safar, Șahmurad a aprofundat serios învățătura sufistă. S-a închis într-o moschee și a practicat meditația religioasă. El a motivat refuzul averii moștenite de tatăl său din cauză că aceasta a fost obținută prin violență. Cu toate acestea, în 1780-1781 a fost numit conducătorul Samarkandului și a făcut multe eforturi pentru a restaura orașul. Pentru stilul său de viață modest, oamenii îl numeau Amir Masum, ceea ce însemna un emir fără de păcat.

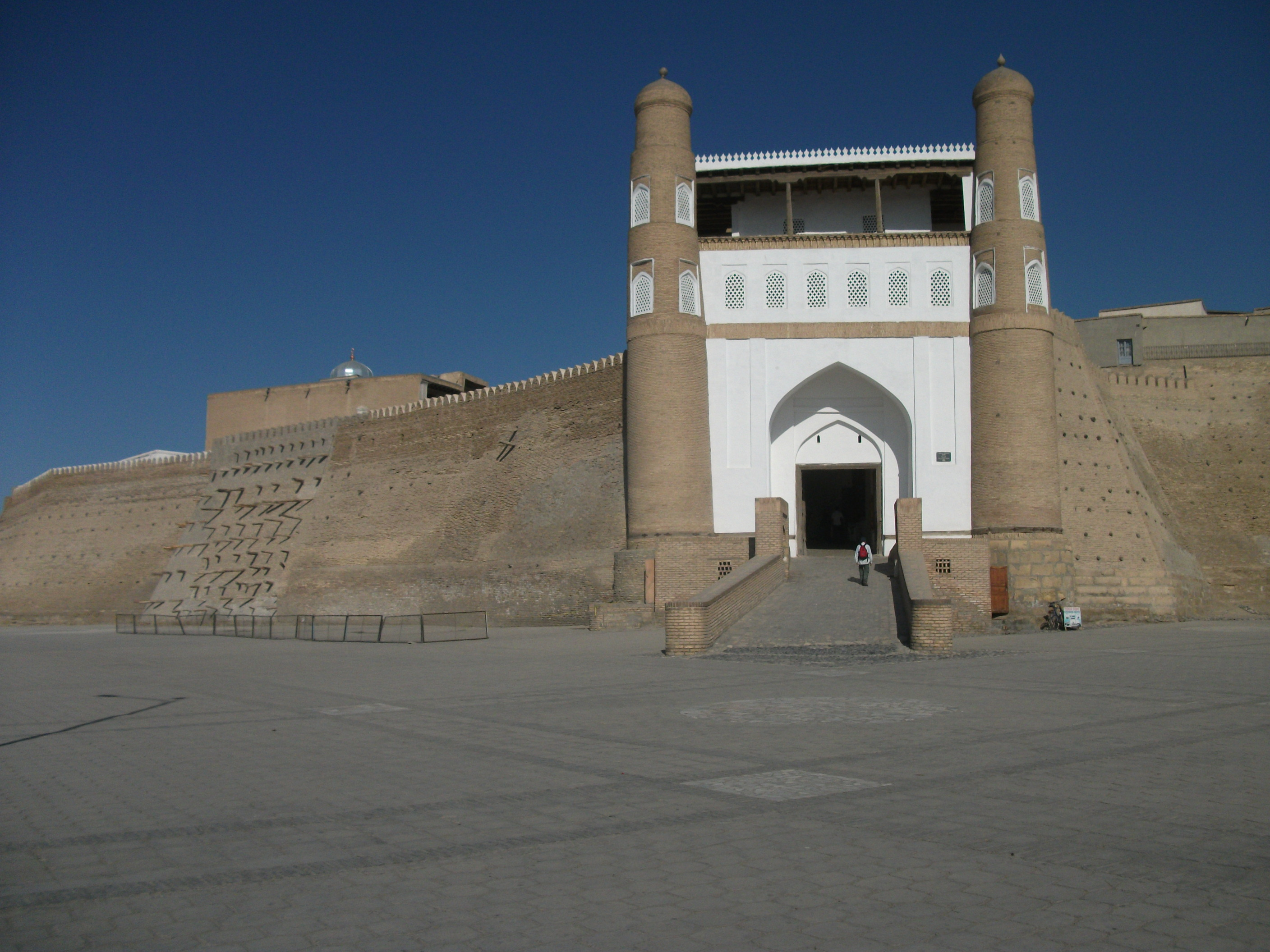
Intrarea în reședința emirului din Buhara

Șahmurad a abolit luxul de la curte și, în schimb, a înființat o sală de judecată, unde patruzeci de judecători stăteau sub supravegherea directă a lui Șahmurad. Potrivit unor rapoarte, instanța era în sesiune lunea și vinerea. Fiecare judecător avea în mână cărți scrise de Șahmurad. Se poate presupune că acestea erau cărți de jurisprudență. Lucrările lui Șahmurad nu au supraviețuit până în prezent. Nimeni, indiferent de statutul său politic și economic, nu avea dreptul să nu vină în sala de judecată dacă era convocat acolo. Erau atât înalți oficiali, cât și sclavi. Astfel, emirul Șahmurad a efectuat reforma judiciară. Potrivit lui Malcolm, respectul universal de care se bucura Șahmurad în rândul uzbecilor i-a permis să facă o serie de campanii de succes. Armata sa consta în principal din cavalerie și, cu ajutorul ei, a supus toate posesiunile separatiste. Șahmurad însuși stătea în fruntea armatei în timpul campaniilor sale și era îmbrăcat în hainele simple ale unui reprezentant al clasei religioase.
Istoricul Ahmad Donish (1827-1897), a sugerat periodizarea istoriei Asiei Centrale pe baza stăpânirii celor mai proeminenți conducători, așa-numiții renovatori ai secolului, printre care l-a inclus pe Amir Masum, adică Șahmurad. În același timp, împreună cu acești renovatori, au existat și cei mai cunoscuți oameni de știință care au avansat în statele Transoxianei. Șahmurad a menținut relații diplomatice cu Imperiul Otoman și Imperiul Rus.
Șahmurad a murit la 30 noiembrie 1800 și a fost înmormântat la cimitirul Ișan Imlo din Buhara, lângă mormintele profesorilor sufiști care l-au venerat - Haji Habibullah și șeicul Muhammad Safar. Din păcate, mormântul său, la fel ca întregul cimitir, a fost distrus de bolșevici în anii 1930.
Succesorul lui Șahmurad a fost fiul său cel mare, emirul Haydar, (1800-1826). 